# Bonsecours
Bonsecours é uma comuna francesa na região administrativa da Normandia, no departamento de Sena Marítimo. Estende-se por uma área de 3,76 km². Em 2010 a comuna tinha 6 533 habitantes (densidade: 1 737,5 hab./km²).835 hab/km².